# 董彩云
董彩云（1970年5月—），甘肃积石山人，保安族，中国共产党党员。中华人民共和国政治人物、第十三届全国人民代表大会甘肃省代表。

## 生平
2018年，董彩云被选为甘肃省出席第十三届全国人民代表大会代表。